# Summer in the City (Film)
Summer in the City ist ein Film von Wim Wenders aus dem Jahr 1970 und dessen erster Film in Spielfilmlänge. Die Hauptrolle spielt Hanns Zischler. Der Film trägt den Untertitel Dedicated to The Kinks.

## Handlung
Der Film beginnt in München. Protagonist Hans wird aus dem Gefängnis entlassen und von einem anderen Mann mit dem Auto erwartet und abgeholt, der ihm ein nötiges Treffen mit einem gewissen Jonas ankündigt. Unter einem Vorwand steigt Hans aus, läuft zunächst ziellos durch heruntergekommene Straßen und quartiert sich dann bei Freunden ein, bis sich herausstellt, dass er verfolgt wird, offenbar von seiner ehemaligen Bande. Er flieht zu einer Freundin nach Berlin und erzählt ihr von der Zeit seiner Haft und von einem Buch, das er gerade liest. Zufällig entdecken sie, dass er auf einem in Berlin aufgenommenen Zeitungsfoto zu sehen ist, so dass er auch diese Stadt schnell wieder verlassen muss. Zunächst will er nach New York City, aber die Reisevorbereitungen würden zu lange dauern, daher fliegt er zum Schluss des Films nach Amsterdam.

## Bedeutung und Stil
Summer in the City gilt laut Stefan Kolditz als einer der düstersten Filme von Wenders. Wenders selbst bezeichnete ihn als einen Film über Depression, nicht als einen depressiven Film.
Der Film enthält bereits wiederkehrende Themen aus Wenders’ späteren Filmen: die planlose Suche, das Fortlaufen vor unsichtbaren Dämonen und die beharrliche Reise an ein unbestimmtes Ziel, in diesem Fall die des Protagonisten Hans, der aus dem Gefängnis entlassen wurde und auf der Flucht vor seiner ehemaligen Bande ist. In Summer in the City verwendet Wenders erstmals eine Einstellung, bei welcher der Blick aus einem Flugzeug auf die Tragfläche gezeigt wird. Ähnliche Bilder finden sich in vielen seiner späteren Filme.
Ein wichtiges Element des Films ist die Musik. Der Soundtrack besteht aus Titeln von The Lovin’ Spoonful, The Kinks, Chuck Berry, Gene Vincent, The Troggs und Gustav Mahler. Von den Kinks stammen die meisten Songs, die wie folgt die Filmhandlung unterlegen:
1. Wait till the summer comes along
2. Too much on my mind
3. See my friends
4. I am free
5. I wonder where my baby is tonight
6. Tired of waiting for you
7. Days
8. Rainy day in June

Die verwendeten Musikstücke würden laut Stefan Kolditz in Kontrast zur kalten Atmosphäre der Bilder des Films gesetzt. Beispielsweise sähe man zu „Summer in the City“, wie Hans in trübem Licht einen verschneiten Fußweg entlangläuft.

## Entstehung und Veröffentlichung
Der Film wurde als Wenders’ Abschlussarbeit an der Hochschule für Fernsehen und Film München produziert, wo er von 1967 bis 1970 studiert hatte. Er wurde in Schwarzweiß auf 16 mm gedreht. Kameramann war, wie in zahlreichen späteren Wenders-Filmen, Robby Müller. Der Titel des Films bezieht sich laut Wenders auf das gleichnamige Lied, das im Film verwendet wird. Ein weiterer Einfluss könnte ein Bild von Edward Hopper gewesen sein. Wenders verehrte sowohl The Lovin' Spoonful als auch Hopper, auf den er sich in mehreren seiner Filme bezieht.
Die Aufnahmequalität vor allem des Tones war so mangelhaft, dass die gesprochenen Texte fast vollständig nachvertont wurden, um verständlich zu sein. Dabei wurde stark umformuliert – Hans wiederholt seine Textzeilen größtenteils in indirekter Rede, häufig in geänderter zeitlicher Abfolge. Streckenweise fehlen sämtliche aufgenommenen Geräusche und nur die nachgesprochenen Dialoge sind zu hören ähnlich einem kommentierten Stummfilm.
Im Kino wurde der Film – abgesehen von Festivals – nicht gezeigt, da Wenders an der verwendeten Musik keine Rechte hatte.